# Dainius Pavalkis
Dainius Pavalkis, né le 5 mai 1960 à Kaunas, en Union soviétique, est un homme politique lituanien membre du Parti social-démocrate lituanien (LSDP). Il est ministre de l'Éducation depuis le 13 décembre 2012.

## Biographie

### Engagement politique
Candidat de la Nouvelle union (NS) aux législatives de 2008, il échoue à remporter un siège au Seimas. En 2011, il rejoint le Parti du travail.
Bien qu'il ne se soit pas présenté aux élections législatives, il est nommé le 13 décembre 2012 ministre de l'Éducation et de la Science dans le gouvernement de coalition du social-démocrate Algirdas Butkevičius. Il quitte ses fonctions le 11 mai 2015, après avoir rejoint le Parti social-démocrate.